# Городская легенда

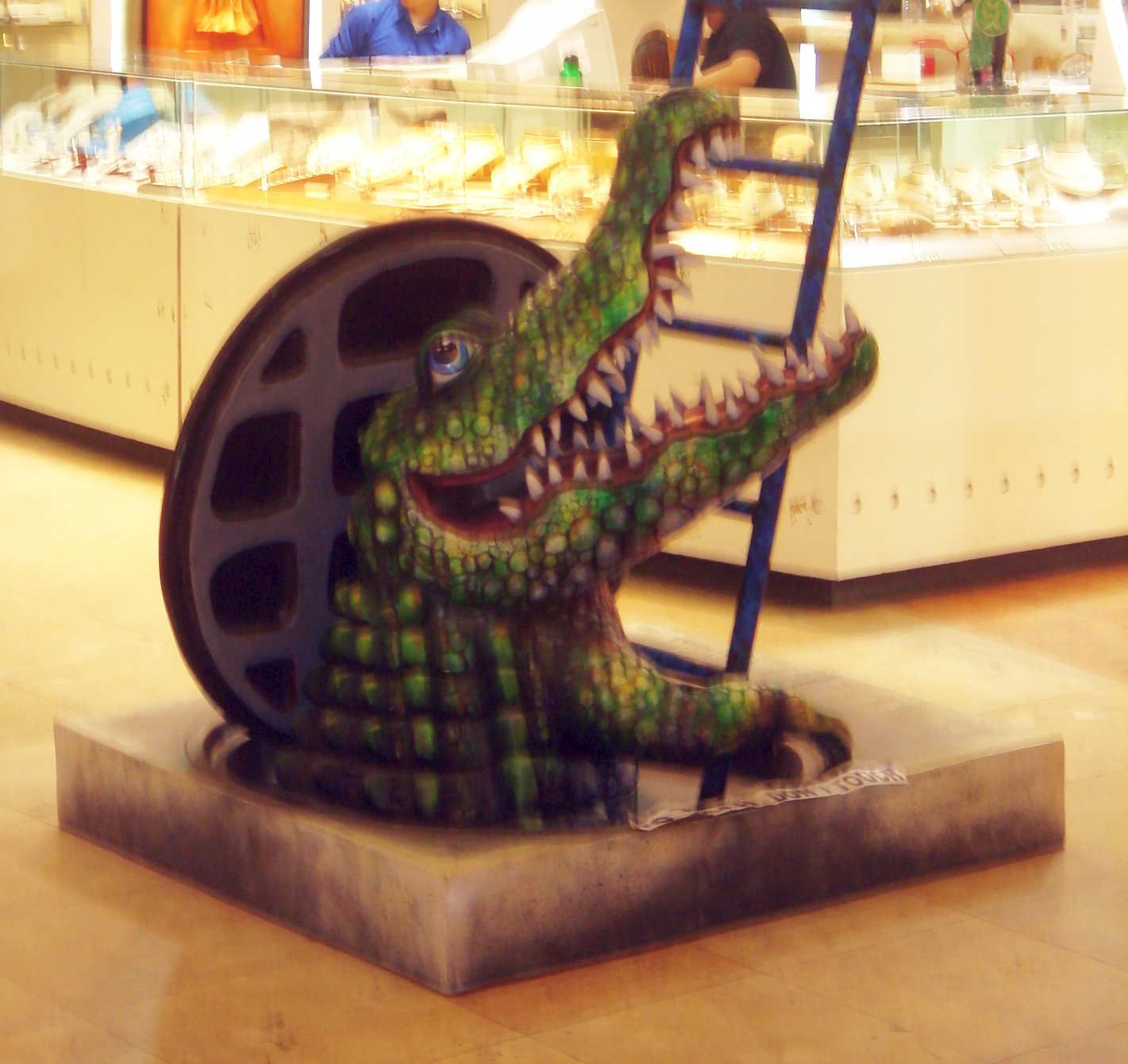
Крокодилы в канализации

Городска́я леге́нда (амер. англ. urban legend), или городско́й миф (брит. англ. urban myth) — современная разновидность легенды (мифа): короткая и на первый взгляд правдоподобная, хотя обычно не соответствующая действительности история, опирающаяся на современную техническую и общественную реальность.
Сам термин «городская легенда» в русском языке является калькой с английского словосочетания «urban legend», которое переводится как «байка, выдумка (выдаваемая за правду)».

## Общие сведения
Городская легенда обычно затрагивает глубинные проблемы и страхи современного общества. Правдоподобность городской легенды основана на необходимости специальных знаний для её разбора и проверки.
Отличается от анекдота тем, что юмористическая нагрузка, даже если она присутствует, не является основной целью истории, от слухов — тем, что не привязана к конкретным лицам. Обычно пересказывается как история, случившаяся с каким-либо лицом, агентом, слабо связанным с рассказчиком, «знакомым родственника или сослуживца» и т. д.
Городская легенда является частью современного фольклора, передаваемого путём устной коммуникации или через интернет, невероятным случаем, считающимся настоящим, претендующим на достоверность. Функция — предупреждение о страшной опасности. Нередко городские легенды становятся материалом для заведомо недостоверных публикаций («уток») в жёлтой прессе или, напротив, возникают на основе подобных публикаций.
Ян Гарольд Брунванд отмечает: «Городские легенды прочно засели в воображении, поскольку в них есть доля неизвестности и юмора, они правдоподобны и в них есть мораль».
Городские легенды могут быть очень опасными, поскольку в условиях паники очередной пересказ «достоверной» истории может подтолкнуть человека или группу людей к агрессии.

## Типы легенд

### Современные сказки
Современными сказками являются истории, основанные на модернизированных сказках и легендах, которым может быть уже много сотен и даже тысяч лет. Классический сюжет переносится на современные условия. Рыцаря на белом коне заменяет успешный бизнесмен на престижном автомобиле, а Золушку — бедная, но симпатичная провинциалка или дурнушка, которая становится красавицей и также выходит замуж за «сказочного принца». Как правило, такие истории затрагивают классические темы: любовь, смерть, болезнь или войну, концовка — «добро» всегда побеждает «зло», «хэппи-энд» и т. п. В сказке обязательно присутствует элемент волшебства: волшебный помощник (Баба-Яга, в современности — подруга или гадалка и пр.) или предмет (клубочек, шапка-невидимка и пр.), который является принципиальным жанровым признаком.

### Бывальщины, былички
Бывальщины, былички — это истории, рассказываемые от лица участников или знакомых участников событий, как реальные происшествия. Обязательно указание конкретных лиц, участвующих в событиях. Исключает волшебство, но описывает событие, в котором человек сталкивается с проявлением или персонажем сверхъестественного мира. Цель подобных быличек/бывальщин — научить подрастающее поколение правилам общения с миром сверхъестественного. В рассказе всегда обязательно указывается не некое место, а совершенно конкретное, известное и рассказчику и слушателю. Это создаёт эффект правдоподобности (это обязательный жанровый признак). Подавляющее большинство городских легенд относится именно к современным вариантам быличек/бывальщин. Поэтому термин «легенда» является некорректным.

### Криминальные истории
Как правило, рассказывают об успешных преступниках и о неспособности полиции им противостоять. Типичным представителем такого рода историй является история об идеальном преступлении. Преступник в такой истории может внушать как ужас (беспощадный мафиози, маньяк), так и уважение или зависть (в качестве сильной и удачливой личности, успешно противостоящей «системе», враждебной «человеку с улицы»). Вместе с тем криминология знает реальные случаи превращения уголовных дел в городские легенды, например, Фишер или «Дело о подмосковных казино».

### Истории о правительственных заговорах
Часто навеянные шпионскими фильмами истории о сверхсекретных правительственных заговорах. К ним относятся мифы о радикальных социальных экспериментах, заговорах крупных корпораций, инопланетянах, мировом правительстве, Четвёртом рейхе и так далее. Часто абсурдные и ничем не подтверждённые, они вызывают большой интерес у части слушателей и читателей.

### Мифы о секретных технологиях
Обычно включает в себя информацию о засекреченной технологии в собственной стране или стране, которая является вероятным противником. Сюда можно отнести, например, мифы о существовании технологий, с помощью которых возможно менять гравитационное поле в планетарных масштабах либо влиять на процессы в земной коре. Нередки мифы, повествующие о каких-либо высокотехнологичных машинах, которые будто бы стоят или стояли на вооружении определённых стран. Например, легенда о том, что нацистская Германия достигла серьёзных успехов в разработке «летающих тарелок» или о психотронном оружии, якобы способном с помощью некоего излучения заставлять людей совершать те или иные поступки или внушать им какую-либо идеологию.
Также существует миф о технологиях, позволяющих изменять погодные условия или даже вызывать землетрясения.

### Мифы о похищениях людей
В качестве похитителей выступают инопланетяне, преступники или тайные организации (тут возможны определённые реальные предпосылки). Популярные мифические сюжеты — похищение «на органы», сверхсекретные эксперименты или обряды сатанистов.

### Истории, основанные на аномальных явлениях
Значительная часть городских легенд основывается на страхе или непонимании аномальных явлений. Повествуют о встречах людей с инопланетянами, призраками или полтергейстом.

### Воздействие индустрии
Массовое механизированное и автоматизированное производство, особенно продуктов питания. Наиболее известные легенды — про утонувшего в закваске для кваса (пива) человека, полностью растворившегося (вариант — в сиропе для кока-колы на профильном заводе), про извлечённые из колбасы и пельменей крысиные хвосты либо фаланги пальцев с маникюром или кольцами.

### Обхождение с техникой
Основаны на боязни или непонимании всё более сложной техники. Обычно повествуют о женщинах, представителях стран третьего мира и других людях, которых можно заподозрить в непонимании современного технического прогресса. Классическая история такого рода — история о домашних животных в микроволновой печи и крокодилах в канализации.
Часто существуют также юмористические версии таких историй.

### Страх перед полицией и спецслужбами
Истории, основанные на страхе перед полицией/милицией, а также перед представителями спецслужб (ФСБ, ФБР, ЦРУ, Моссад, в прошлом перед КГБ, Гестапо). В странах с высоким уровнем преступности курсируют также истории о криминальных авторитетах, контролирующих ту или иную территорию.

### Суеверия
На них основываются многие легенды, такие как Бермудский треугольник, HMS Friday и «чёрный кот».

## Городская мифология
Городская мифология является важным элементом локальной истории и географического образа города. Уральские города-заводы имеют свою специфическую мифологию. Мифология городов послужила основой создания отдельного направления фантастики.

## Примеры
- Британские большие кошки
- Зелёные дети Вулпита
- Колодец в ад
- Красная комната
- Крокодилы в канализации
- Проект Монток
- Поезд-призрак
- Момо
- Самоубийство Роналда Опуса
- Синдром города Лавендер
- Свинорылые женщины
- Слендермен
- Химиотрассы
- Русский эксперимент со сном
- Закулисье

### В России
- Башня грифонов
- Белая стрела
- Белые колготки
- Библиотека Ивана Грозного
- Янтарная комната
- Бросненское чудовище
- Гигантские крысы в метро
- Голосов овраг
- Долина Смерти (Якутия)
- Золото партии
- Чёрная «Волга»
- Чёрный альпинист
- Стояние Зои[12]
- Синий кит
- Кыштымский карлик
- Кот Казанский

## В культуре
- Городские легенды (фильм)
- Городские легенды 2
- Городские легенды 3: Кровавая Мэри
- Филадельфийский эксперимент (фильм, 1984)
- Филадельфийский эксперимент 2 (фильм, 1993)
- Люди в чёрном (фильм)
- Сверхъестественное (телесериал)
- Секретные материалы
- Чудо (фильм, 2009, Россия)
- Документальный цикл «Городские легенды» (ТВ-3, 2008-2012)

## Разрушители мифов
На телеканале «Discovery» существует передача «Разрушители легенд» (англ. Mythbusters). Команда инженеров и специалистов по спецэффектам проверяет экспериментальным путём различные городские легенды, а также мифы, созданные кинематографом.
«Разрушители легенд» позволяют продемонстрировать с достаточной для популярной телепередачи зрелищностью, «что будет, если вы попробуете», не прибегая к малопонятным для большинства зрителей научным объяснениям. Например, вместо того, чтобы делать сложные расчёты аэродинамики наземного транспортного средства, оказавшегося позади двигателя взлетающего самолёта, берётся реальный самолёт и реальный автобус и ставится эксперимент.